# MediaMonkey
O MediaMonkey é um reprodutor de mídia produzido pela Ventis Media Inc. com suporte a diversos formatos de arquivo, que também funciona como uma biblioteca de mídia. Essa biblioteca é armazenada em uma base de dados no formato do Microsoft Access, e desse modo, o conteúdo da base de dados pode ser alterado usando-se o Access ou outro programa compatível.
Ele possui a funcionalidade de classificação de canções por artista, estilo e ano de gravação. Também realiza buscas usando qualquer dado armazenado na biblioteca e mantém um registro de quantas vezes cada música é executada. Permite atribuir uma nota às músicas e pode executá-las utilizando seu próprio tocador ou o Winamp, caso este esteja instalado no computador.
Listas de Execução podem ser criadas e preenchidas de forma manual ou então automaticamente, através de critérios de busca na base de dados.
Os formatos de áudio suportados pelo MediaMonkey são OGG, MP3, WMA, WAV, APE, FLAC and MPC. O programa também inclui um editor de marcações (tags) multi-formato, capaz de gravar tags nos diversos formatos de áudio que ele suporta, incluindo: ID3v1 e v2, Ogg comments, WMA, APE2, and WAV. Também é possível manipular de forma automática e "inteligente" as tags com base nos nomes de arquivo, através do recurso Auto-Tag. Além de informações básicas, pode-se armazenar nas tags outros detalhes como a letra da música ou a capa do disco.
Também é possível efetuar edição em lote das propriedades dos arquivos. Pode-se, por exemplo, selecionar vários arquivos e renomeá-los de uma só vez, de acordo com o conteúdo das tags, através da função Auto-Renomear. Ou então, fazer a análise do volume das faixas selecionadas, para que o nível de volume fique "normalizado" entre todas as faixas.
O suporte a dispositivos portáteis de áudio permite a sincronização de faixas e listas de execução com uma variedade de dispositivos, incluindo iPod, iRiver H300, Sony Ericsson W800i e todos os dispositivos compatíveis com a tecnologia PlaysForSure.
O MediaMonkey inclui também ferramentas para extração de CDs de Áudio, gravação de CDs e conversão de formatos de áudio. Todas elas capazes de operar com todos os formatos de áudio suportados.